# Hit So Hard: Школа жизни Патти Шемель
«Hit So Hard: Школа жизни Патти Шемель» (англ. Hit So Hard: The Life & Near Death Story of Patty Schemel) — документальный фильм американского режиссёра П. Дэвида Эберсоула о жизни Патти Шемель, наиболее известной, как ударник рок-группы Hole. Фильм содержит Hi8-видео Шемель, снятые во время её пребывания в группе, а также интервью с ней, её бывшими коллегами по группе, и другими музыкантами. Музыку к фильму написал клавишник Faith No More Родди Боттум. Фильм был спродюсирован Тоддом Хьюзом и Кристиной Солетти.

## В ролях
- Патти Шемель
- Мелисса Ауф дер Маур
- Эрик Эрландсон
- Кортни Лав
- Нина Гордон
- Кейт Шелленбах
- Джина Шок
- Алиса де Бур
- Дебби Питерсон
- Иззи
- Пранк
- Родди Боттум
- Даллас Тэйлор
- Сара Вовелл
- Ларри Шемель
- Терри Шемель
- Джо Мама-Нитцберг

Архивные материалы:
- Курт Кобейн
- Кристен Пфафф